# 重連運転

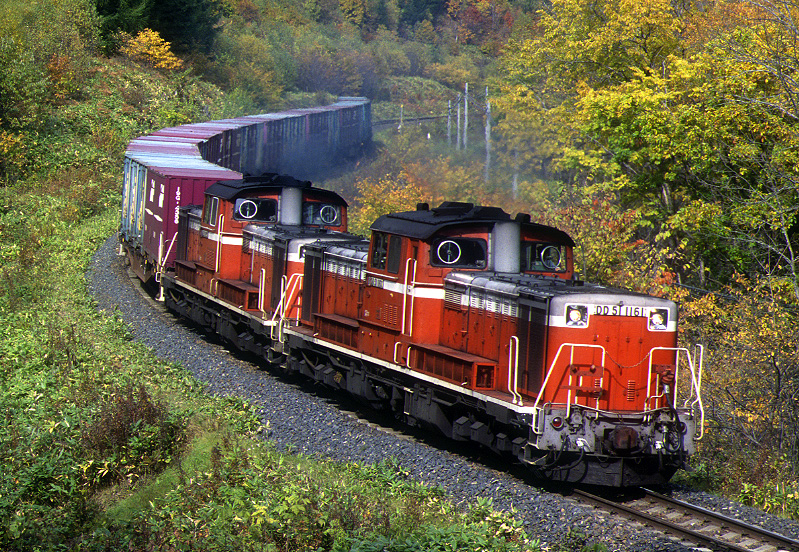
石北本線におけるDD51形の重連運転

重連運転（じゅうれんうんてん）とは、鉄道の機関車や軌道工事の特種車など動力車を2両以上連結して運転すること。

## 鉄道輸送における重連運転
目的は
- 牽引力を増加させる
- 急勾配区間の走行
- 冗長化による信頼性向上
- その他（行事や観光列車の見せ物として、回送機関車の送り込みとして、瀬戸大橋などの荷重試験として）

のために行われる。
重連時に補助する役割を担う機関車を「補助機関車（補機）」、補助される側（メインの側）の機関車を「本務機関車（本務機）」と呼ぶ。
一般的に重連は2両の機関車で行われる。牽引力が不足する等の理由により3両の機関車が使用される場合は三重連、4両使用する場合は四重連と呼ぶ。蒸気機関車のような片運転台の機関車2両を背中合わせにした重連は、反向重連（はんこうじゅうれん）と呼ぶ。
先頭に一括連結して運転することを重連と呼ぶことが一般的である。これに対し、運用上の都合や軌道施設の耐荷重の関係で、先頭と最後尾に分けて連結される場合は、一般的にプッシュプルと呼ばれる。
協調運転を行う関係上、使用する機関車同士の走行特性が揃っていることが望ましい。そのため、重連運転で使用する補助機関車は本務機関車と同形式であることが多いが、路線や車両運行の都合上、異形式あるいは異車種による重連運転もしばしば見られる。
勾配線区で使用される電気機関車やディーゼル機関車には、重連運転を前提として、1両の運転台から自車のみならず、他の機関車も一括制御できる機能（重連総括制御装置）をもつものがあり、運転コストの削減に寄与している。また、長大編成の貨物列車において、編成中間にも機関車を組み込み、無線操縦する例もアメリカなどで見られる。総括運転機能のない機関車を重連運転する場合は、各機関車に運転士が乗り込む必要があるが、汽笛などの合図により一斉操作するといった手法で協調運転される。

### 背景
蒸気機関車時代は、機関車単体の牽引力が小さいため、重連運転が頻繁に見られたが、最近は機関車の性能向上や線路改良による急勾配区間の減少で減りつつある。

### イギリスにおける重連運転
1838年完成のロンドン・バーミンガム鉄道ではエドワード・バリーがマネージャーを役員として迎えられ、1941年までにバリーが設計した蒸気機関車が最重要路線に導入された。しかし、バリーの設計した蒸気機関車は小型で牽引力が不足していたため、常に重連運転（ときに3重連または4重連）を強いられていた。グレートウエスタン鉄道にグーチの設計した機関車が導入されると、バリーの機関車は批判の対象となり、1946年のグランドジャンクション鉄道との統合後にバリーは退職に追い込まれた。

### 日本における重連運転
平地が少なく山がちな日本の鉄道では、急勾配区間が多いため、重連運転はごく普通に見られた。
1987年の国鉄分割民営化以降は、貨物列車を運転する日本貨物鉄道（JR貨物）が、旅客鉄道会社に支払う線路使用料を削減するため、従来重連で使用していた機関車の置換えを、動軸数の多い1両の機関車（EH500、EH200、EH800）で行うことが多くなっている。
旅客鉄道会社（JRグループ）においては、牽引すべき客車列車がほぼ絶滅している。定期列車では北斗星が函館 - 札幌間（函館本線・室蘭本線・千歳線経由）の運転で2015年3月に行われたのが最後となった。現在では臨時列車（カシオペア紀行、その他イベント列車など）として運転されるのみである。

#### 電蒸運転
電蒸運転（でんじょううんてん）とは、先頭に電気機関車、それの次位に蒸気機関車を連結した重連、または先頭に電気機関車、最後尾に蒸気機関車を連結したプッシュプルで列車を運転すること。「電-蒸運転」と表記されることもある。
大正時代、電気機関車の導入開始当初は故障が多く信頼性が低かったことから、対策としてこの運転方法が採用されていたことがあった。この場合、列車の前方に電気機関車を連結し、後方に補機として蒸気機関車を連結して運転を行った。
戦後の混乱した一時期に飯田線で電蒸運転の事例がある。
1957年9月5日に、仙山線で営業運転による試験を開始したED45を嚆矢とする交流電気機関車は客車の蒸気暖房用供給装置がなく、冬季は専用の暖房車を必要としたが、この暖房車確保が間に合わなかった。そのため、仙台および小牛田のC58が代替暖房車として（動力車としては使用せず）しばしば連結された。ところが、初期の交流電気機関車は水銀整流器を由来とする故障が絶えなかったため、その際にC58が動力車となって救援して運行を続けることがしばしば見られた。
昭和30年代から昭和40年代中盤にかけて主要路線において電化が進展したが、工事完了後から開業直前にかけて試運転・乗務員訓練・点検などを行うために電蒸運転が複数回行われた。

#### 蒸電運転
蒸電運転（じょうでんうんてん）とは、先頭に蒸気機関車、それの次位に電気機関車を連結した重連、または先頭に蒸気機関車、最後尾に電気機関車を連結したプッシュプルで列車を運転すること。
イベント列車で行われており、秩父鉄道の「SLパレオエクスプレス」や大井川鐵道の「かわね路号」で見られることがある。

#### ギャラリー

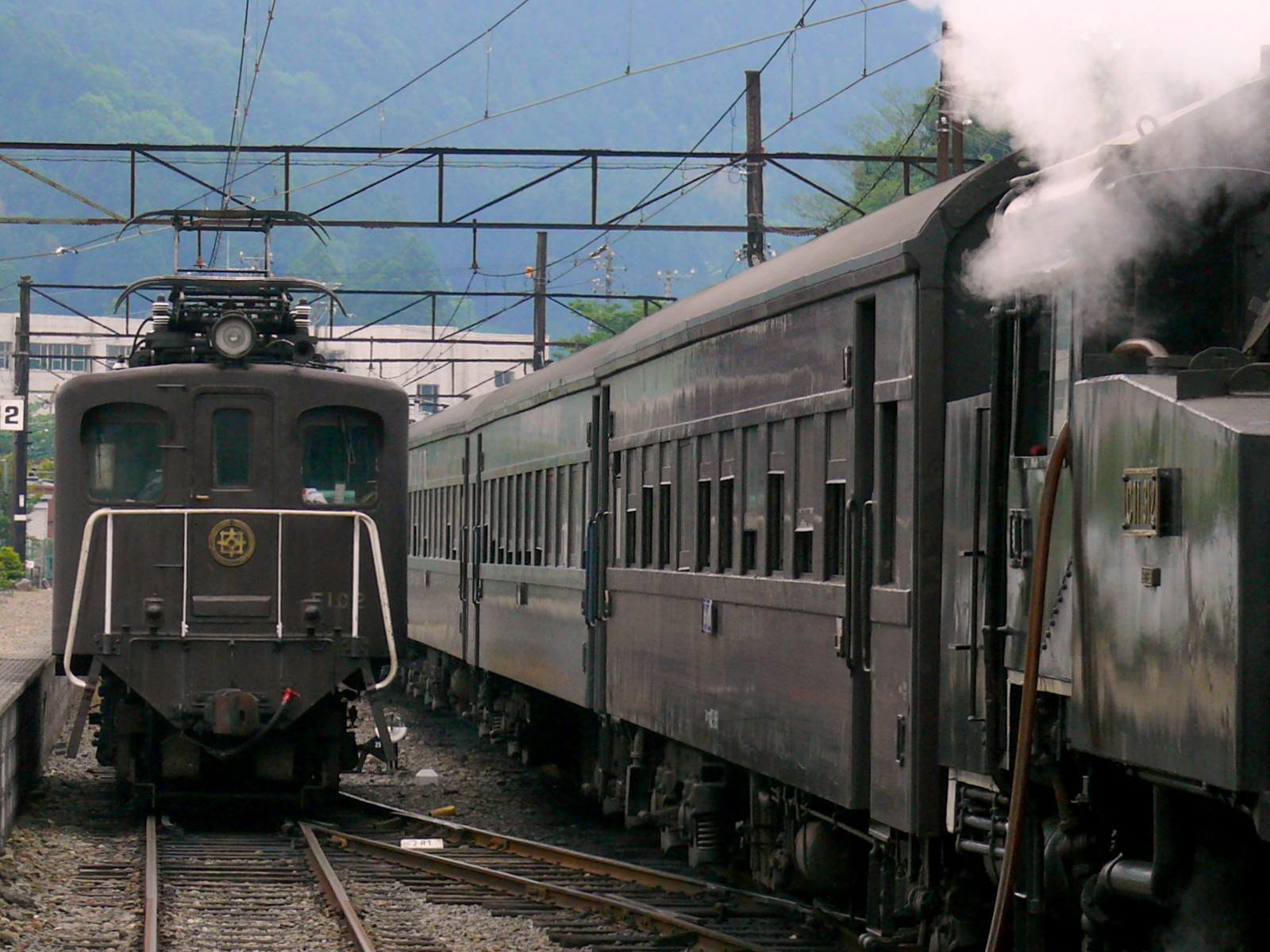
SL急行の補機として千頭駅に到着後、折返しのために入換作業中のE102。 （2007年5月24日）
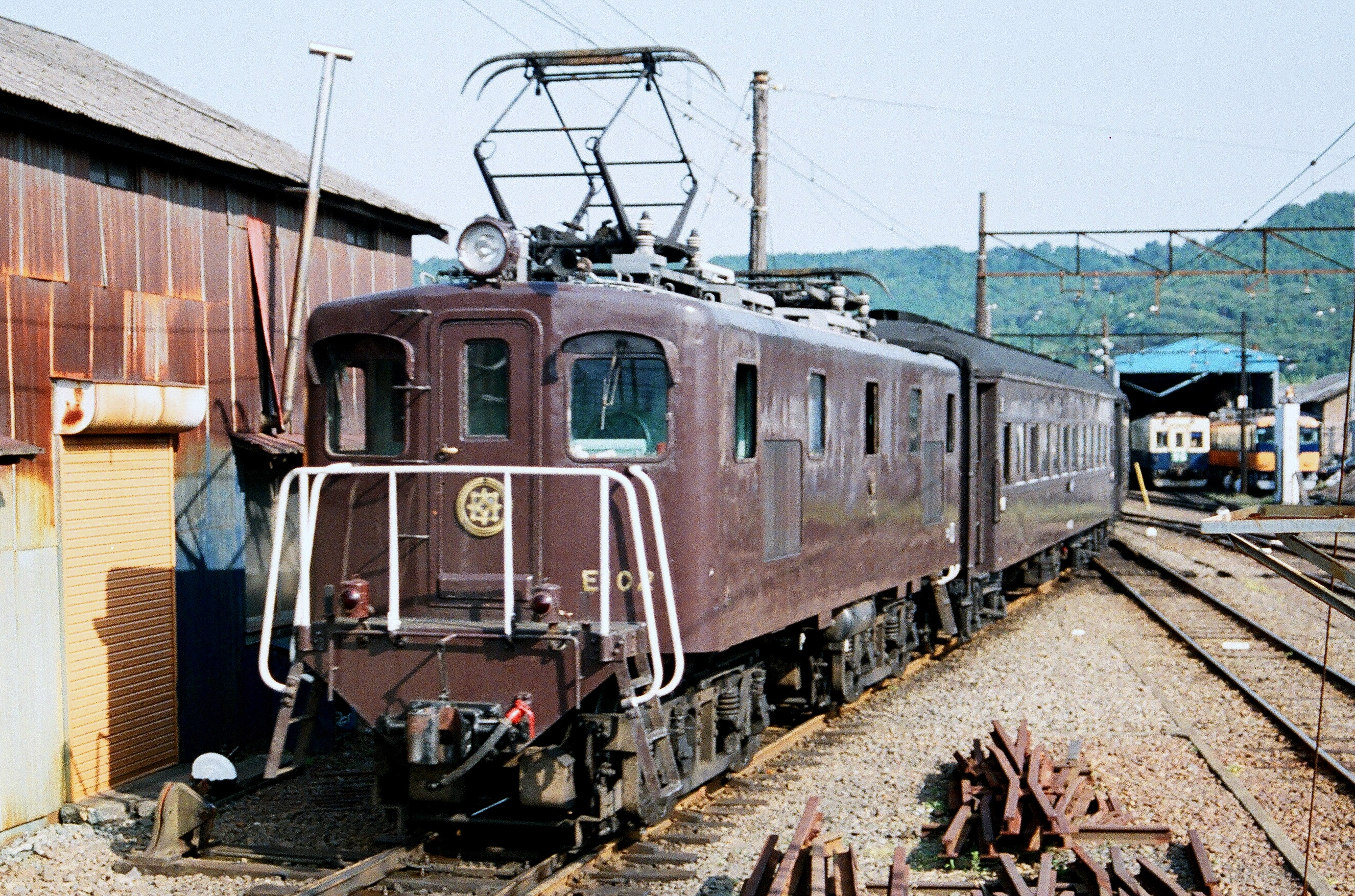
SL急行の補機につくE102。 （2001年1月26日）

## 軌道工事等における重連運転
鉄道建設工事用の特種車のうち、軌道工事用のものには、急勾配でも重い建設材料を運搬できるよう重連運転が可能なものがある。
また、工事車両の牽引車であるバッテリーロコ（蓄電池機関車）はもともと鉱山で用いられていたが、地下鉄や新幹線などのトンネル工事で用いられるようになっており、サーボモーターを採用した車両（サーボロコ）は重連運転にも対応できる。牽引車で牽引しない自走式の積載型車両である自走台車も重連して自動運転で使用されることも多い。